# Sandhill (Belize)
Sandhill ist ein Ort im Norden des Belize District in Belize.

## Geographie
Sandhill ist ein Ort in der Nähe des Belize River. Der Ort liegt auf dem Ostufer des Flusses an der Kreuzung von Northern Highway (Philipp Goldson Highway) und Old Northern Highway zwischen Grace Bank (NW) und Maxboro (S).